# Pseudodiazona abyssa
Pseudodiazona abyssa is een zakpijpensoort uit de familie van de Diazonidae. De wetenschappelijke naam van de soort werd in 1974 voor het eerst geldig gepubliceerd door het echtpaar Claude en Françoise Monniot.